# Nick Foligno
Nick Foligno (* 31. Oktober 1987 in Buffalo, New York) ist ein US-amerikanischer Eishockeyspieler mit kanadischen Wurzeln. Seit Juni 2023 steht der linke Flügelstürmer bei den Chicago Blackhawks in der National Hockey League (NHL) unter Vertrag und führt das Team seit September 2024 als Kapitän an. Zuvor verbrachte er fünf Jahre bei den Ottawa Senators, die ihn im NHL Entry Draft 2006 an 28. Position ausgewählt hatten, und war anschließend fast neun Jahre für die Columbus Blue Jackets aktiv, bei denen er von 2015 bis 2021 ebenfalls das Kapitänsamt innehatte. Darüber hinaus lief er kurzzeitig für die Toronto Maple Leafs und Boston Bruins auf. Sein Vater Mike und sein Bruder Marcus waren bzw. sind ebenfalls professionelle Eishockeyspieler.

## Karriere
Nick Foligno wurde in Buffalo geboren, als sein Vater dort für die Buffalo Sabres aktiv war. Durch seine kanadischen Eltern hat Foligno die doppelte Staatsbürgerschaft. Er spielte in seiner Jugend im USA Hockey National Team Development Program, für das er in der Saison 2003/04 in der North American Hockey League aktiv war. Anschließend wechselte er zu den Sudbury Wolves, für die er die folgenden drei Spielzeiten lang in der Ontario Hockey League auf dem Eis stand. In dieser Zeit wurde er im NHL Entry Draft 2006 in der ersten Runde als insgesamt 28. Spieler von den Ottawa Senators ausgewählt.
Für Senators gab er in der Saison 2007/08 sein Debüt in der National Hockey League gab, wobei er gleichzeitig für deren Farmteam aus der American Hockey League, die Binghamton Senators, spielte. Im Spieljahr 2008/09 lief der Angreifer in 81 von 82 Partien der regulären Saison auf und erzielte insgesamt 32 Scorerpunkte, darunter 17 Tore.
Am 1. Juli 2012 transferierten ihn die Ottawa Senators im Austausch für Marc Methot zu den Columbus Blue Jackets. Dort wurde er am 20. Mai 2015 zum Kapitän des Teams ernannt. Nach der Saison 2016/17 wurde er mit dem Mark Messier Leadership Award und der King Clancy Memorial Trophy für besondere Führungsqualitäten und soziales Engagement geehrt. Beide erhielt damit zum ersten Mal ein Spieler der Columbus Blue Jackets.
Nach fast neun Jahren in der Organisation der Blue Jackets wurde Foligno kurz vor der Trade Deadline im April 2021 zu den Toronto Maple Leafs transferiert. Columbus übernahm dabei weiterhin die Hälfte seines Gehalt und erhielt im Gegenzug ein Erstrunden-Wahlrecht für den NHL Entry Draft 2021 sowie ein Viertrunden-Wahlrecht für den NHL Entry Draft 2022. Um zusätzliches Gehalt gegenüber dem Salary Cap einzusparen, wurde er jedoch zuvor kurzzeitig zu den San Jose Sharks transferiert, die erneut die Hälfte (effektiv also 25 %) seines Salärs übernahmen und dafür ein Viertrunden-Wahlrecht im Draft 2021 von Toronto erhielten. Darüber hinaus übernahmen die Maple Leafs, die somit nur 25 % des Gehalts selbst tragen müssen, den Vertrag von Stefan Noesen. Zum Zeitpunkt seines Weggangs hatten nur Rick Nash und Cam Atkinson mehr absolvierte Spiele oder Scorerpunkte im Trikot der Blue Jackets verzeichnet als er.
In Toronto beendete er die Saison 2020/21 und wechselte anschließend im Juli 2021 als Free Agent zu den Boston Bruins. Dort unterzeichnete er einen Zweijahresvertrag mit einem Jahresgehalt von 3,8 Millionen US-Dollar. Im Trikot der Bruins bestritt der Angreifer im März 2022 seine insgesamt 1000. Partie der regulären NHL-Saison. Im Juni 2023 wurde er samt Taylor Hall an die Chicago Blackhawks abgegeben, während Alec Regula und Ian Mitchell nach Boston wechselten. In Chicago unterzeichnete er im gleichen Atemzug einen neuen Einjahresvertrag für die Saison 2023/24., der im Januar 2024 um zwei weitere Jahre verlängert wurde. Bei den Blackhawks wurde er im September 2024 zum 35. Kapitän der Franchise-Geschichte ernannt, wobei er die Nachfolge von Jonathan Toews antrat, der das Team bis 2023 angeführt hatte.

### International
Nick Foligno entschied sich – im Gegensatz zu seinem Bruder Marcus, der für Kanada aufläuft – für die US-amerikanische Nationalmannschaft und debütierte mit ihr auf U17-Niveau bei der World U-17 Hockey Challenge 2004. Später nahm mit dem Team USA an den Weltmeisterschaften 2009, 2010 und 2016 teil. In bisher 25 WM-Spielen erzielte der Stürmer insgesamt sechs Tore und vier Assists.

## Erfolge und Auszeichnungen
| - 2006 Teilnahme am CHL Top Prospects Game - 2007 OHL All-Academic Team - 2015 Teilnahme am NHL All-Star Game | - 2017 King Clancy Memorial Trophy - 2017 Mark Messier Leadership Award |

## Karrierestatistik
Stand: Ende der Saison 2024/25

### International
Vertrat die USA bei:
- World U-17 Hockey Challenge 2004
- Weltmeisterschaft 2009
- Weltmeisterschaft 2010
- Weltmeisterschaft 2016

(Legende zur Spielerstatistik: Sp oder GP = absolvierte Spiele; T oder G = erzielte Tore; V oder A = erzielte Assists; Pkt oder Pts = erzielte Scorerpunkte; SM oder PIM = erhaltene Strafminuten; +/− = Plus/Minus-Bilanz; PP = erzielte Überzahltore; SH = erzielte Unterzahltore; GW = erzielte Siegtore; 1 Play-downs/Relegation; Kursiv: Statistik nicht vollständig)